# Woodlands (metrostation)
Woodlands is een metrostation van de metro van Singapore aan de North South Line (Singapore) en de Thomson-East Coast Line. Dit station in de North Region.